# Доволенский район
Дово́ленский райо́н — административно-территориальная единица (район) и муниципальное образование (муниципальный район) в Новосибирской области России.
Административный центр — село Довольное.

## География
Район расположен в южной части Новосибирской области. Граничит с Краснозёрским, Здвинским, Каргатским, Кочковским и Убинским районами области. Территория района по данным на 2008 год — 442,2 тыс. га, в том числе сельхозугодья — 336,6 тыс. га (76 % всей площади).

## История
Постановлением ВЦИК от 25.05.1925 года образован Индерский район с центром в с. Индерь в составе Новосибирского округа Сибирского края, с 1930 в составе Западно-Сибирского края. Постановлением ВЦИК от 20.06.1930 года райцентр был перенесен из с. Индерь в с. Довольное, а район был переименован в Доволенский. В 1937 район был включен во вновь образованную Новосибирскую область.

## Достопримечательности[5]

### Природные богатства
- Источник минеральной воды-аналога воде"Ессентуки № 17" на территории санатория «Доволенский»;
- Доволенский район входит в тройку наиболее привлекательных районов Барабинской зоны Новосибирской области по многообразию животных и птиц (особенно водоплавающих), на которые разрешена любительская охота.
- Доволенский биологический заказник;
- Памятник природы областного значения «Индерский рям»;
- Памятник природы областного значения «Покровская лесостепь»;
- Памятник природы областного значения «Старогорносталевское займище»;
- Памятник природы областного значения «Урочище Золотая нива»;
- Санаторно-курортная зона озера «Доволенское»;
- Пресное озеро Доволенское (4 км от районного центра);
- Пресное озеро Островное с биологически активной грязью (60 км от районного центра);

### Санаторно-курортная инфраструктура
- Спортивно-оздоровительный лагерь «Надежда»;
- Детский оздоровительный лагерь "Лесная республика;
- Физкультурно-оздоровительный клуб «Снежинка».
- Санаторий «Доволенский»;

### Историко-культурное наследия
- Доволенский историко-краеведческий музей;
- Братские могилы партизан Гражданской войны, павших в борьбе с колчаковцами (охраняются государством по решению Новосибирского облисполкома 22.11.1960 № 868);
- Центральный парк Победы;
- Аллея воинской Славы (посвященная 90-летию пограничных войск);
- Памятный камень жителям района — ликвидаторам аварии на Чернобыльской атомной станции;
- Храм во имя преподобного Сергия Радонежского (возводится в парке Победы, на месте старой церкви, уничтоженной в конце 1930-х гг.);
- Братская могила священнослужителей, казненных в 1920-е годы (городской парк Победы).

## Население
| 2002    | 2009    | 2010    | 2011    | 2012    | 2013    | 2014    |
| ------- | ------- | ------- | ------- | ------- | ------- | ------- |
| 20 664  | ↘19 726 | ↘19 695 | ↘17 368 | ↘17 144 | ↘17 021 | ↘16 753 |
| 2015    | 2016    | 2017    | 2018    | 2019    | 2020    | 2021    |
| ↘16 609 | ↘16 475 | ↘16 241 | ↘16 079 | ↘15 835 | ↘15 732 | ↘13 228 |

## Муниципально-территориальное устройство
В муниципальный район входят 13 муниципальных образований со статусом сельских поселений.
| №  | Сельские поселения         | Административный центр | Количество населённых пунктов | Население (чел.) | Площадь (км²) |
| -- | -------------------------- | ---------------------- | ----------------------------- | ---------------- | ------------- |
| 1  | Баклушевский сельсовет     | село Баклуши           | 2                             | ↘699             | 362,89        |
| 2  | Волчанский сельсовет       | село Волчанка          | 2                             | ↘499             | 272,54        |
| 3  | Доволенский сельсовет      | село Довольное         | 3                             | ↘6460            | 516,90        |
| 4  | Ильинский сельсовет        | село Ильинка           | 2                             | ↘963             | 396,16        |
| 5  | Индерский сельсовет        | село Индерь            | 1                             | ↘477             | 355,54        |
| 6  | Комарьевский сельсовет     | село Комарье           | 2                             | ↘990             | 340,27        |
| 7  | Красногривенский сельсовет | посёлок Красная Грива  | 4                             | ↘850             | 423,79        |
| 8  | Согорнский сельсовет       | село Согорное          | 2                             | ↘808             | 344,08        |
| 9  | Суздальский сельсовет      | село Суздалка          | 3                             | →1031            | 384,59        |
| 10 | Травнинский сельсовет      | село Травное           | 1                             | ↘665             | 248,25        |
| 11 | Утянский сельсовет         | село Утянка            | 1                             | ↘1012            | 314,38        |
| 12 | Шагальский сельсовет       | село Шагалка           | 1                             | ↗181             | 89,71         |
| 13 | Ярковский сельсовет        | село Ярки              | 3                             | ↘683             | 372,91        |

### Населённые пункты
В Доволенском районе 27 населённых пунктов.
| №  | Населённый пункт  | Тип     | Население | Муниципальное образование  |
| -- | ----------------- | ------- | --------- | -------------------------- |
| 1  | Баган             | посёлок | ↘260      | Доволенский сельсовет      |
| 2  | Баклуши           | село    | ↘794      | Баклушевский сельсовет     |
| 3  | Безногое          | село    | ↘45       | Комарьевский сельсовет     |
| 4  | Брянский          | посёлок | ↘133      | Согорнский сельсовет       |
| 5  | Волчанка          | село    | ↘455      | Волчанский сельсовет       |
| 6  | Даниловская Ферма | посёлок | ↘225      | Красногривенский сельсовет |
| 7  | Довольное         | село    | ↘6155     | Доволенский сельсовет      |
| 8  | Дружный           | посёлок | ↘193      | Ильинский сельсовет        |
| 9  | Ильинка           | село    | ↘849      | Ильинский сельсовет        |
| 10 | Индерь            | село    | ↘477      | Индерский сельсовет        |
| 11 | Каревский         | посёлок | ↘33       | Баклушевский сельсовет     |
| 12 | Комарье           | село    | ↘1131     | Комарьевский сельсовет     |
| 13 | Комендантка       | деревня | ↗106      | Суздальский сельсовет      |
| 14 | Красная Грива     | посёлок | ↘314      | Красногривенский сельсовет |
| 15 | Кротово           | деревня | ↘122      | Ярковский сельсовет        |
| 16 | Новодоволенский   | посёлок | ↗119      | Суздальский сельсовет      |
| 17 | Плеханово         | деревня | ↘120      | Волчанский сельсовет       |
| 18 | Покровка          | село    | ↘112      | Доволенский сельсовет      |
| 19 | Сарыбалык         | деревня | ↘257      | Красногривенский сельсовет |
| 20 | Согорное          | село    | ↘866      | Согорнский сельсовет       |
| 21 | Солонцовый        | посёлок | ↘176      | Красногривенский сельсовет |
| 22 | Суздалка          | село    | ↘953      | Суздальский сельсовет      |
| 23 | Травное           | село    | ↘665      | Травнинский сельсовет      |
| 24 | Утянка            | село    | ↘846      | Утянский сельсовет         |
| 25 | Хромовский        | посёлок | ↘86       | Ярковский сельсовет        |
| 26 | Шагалка           | село    | ↗181      | Шагальский сельсовет       |
| 27 | Ярки              | село    | ↘587      | Ярковский сельсовет        |

| №  | Населённый пункт | Тип     | Год упразднения |
| -- | ---------------- | ------- | --------------- |
| 1  | Аул-Кротово      | посёлок | 1977            |
| 2  | Верх-Баганский   | посёлок | 1977            |
| 3  | Даниловский      | посёлок | 1968            |
| 4  | Золотая Нива     | посёлок | 1981            |
| 5  | Калужский        | посёлок | 1968            |
| 6  | Красная Роща     | посёлок | 1981            |
| 7  | Ливенский        | посёлок | 1968            |
| 8  | Новобаклуши      | посёлок | 1977            |
| 9  | Новоиндерский    | посёлок | 1968            |
| 10 | Новороссийский   | посёлок | 1968            |
| 11 | Новотравинский   | посёлок | 1968            |
| 12 | Новоягодный      | посёлок | 1968            |
| 13 | Новоярковский    | посёлок | 1968            |
| 14 | Речной           | посёлок | 1971            |
| 15 | Романовский      | посёлок | 1972            |
| 16 | Рыбная           | деревня | 1977            |
| 17 | Смородинский     | посёлок | 1968            |
| 18 | Троицкий         | посёлок | 1981            |
| 19 | Фёдоровский      | посёлок | 1979            |
| 20 | Фроловка         | посёлок | 1968            |
| 21 | Черноводск       | посёлок | 1968            |

## Некоторые жители
- Яков Тихонович Новиченко (1914—1994) — младший лейтенант, Герой Труда (КНДР). В 1946 году на митинге в Пхеньяне в честь годовщины Движения 1 марта спас Ким Ир Сена от взрыва гранаты, брошенной из толпы, накрыв её своим телом. Жизнь Новиченко спасла толстая книга под шинелью. В результате ранения он потерял правую руку. На митинге с участием посла КНДР в России Ким Ён Джэ в канун столетнего юбилея ветерана на его доме в селе Травное установлена мемориальная доска.
- Кондратенко Василий Петрович — герой Социалистического труда, комбайнёр совхоза «Центральный» Доволенского района;[22]

Полные кавалеры ордена Славы:
- Митрохин Николай Иванович;
- Антонов Иван Лаврентьевич.

Герои Советского Союза:
- Бабаев Николай Архипович;
- Солодов Афанасий Владимирович;

Информация о ветеранах-участниках Великой Отечественной войны расположена на сайте движения «Бессмертный полк»